# Khön Könchok Gyalpo
Khön Könchok Gyalpo (en tibetano: འཁོན་དཀོན་མཆོག་རྒྱལ་པོ་, wylie: 'khon dkon mchog rgyal po), (Sa'gya, 1034-1102) fue el fundador de la Escuela Sakya de Budismo Tibetano y el fundador del Monasterio Sakya.

## Reseña biográfica
Khön Könchok Gyalpo nació en Sa'gya. Era miembro de la familia Khön y su ascendencia se remonta a Khön Dorje Rinpoche, alumno de Padmasambhava. Siguió a su padre y a su hermano y aprendió doctrinas de la Escuela Nyingma a una edad temprana, pero más tarde estudió textos Vajrayāna recién traducidos con Drogmi Shakya Yeshe. 
Khön Könchok Gyalpo estableció el Monasterio Sakya en 1073, donde se desarrolló por primera vez la Tradición Sakya. Su hijo Khön Kunga Nyingpo fue considerado el primer líder de Sakya, y Khön Könchok Gyalpo es conocido como el primer Sakya Trizin.